# František Xaver Kinský
František Xaver hrabě Kinský z Vchynic a Tetova (23. května 1878 Vídeň – 10. prosince 1935 Chlumec nad Cidlinou) byl český šlechtic z rodu Kinských. V době monarchie působil jako diplomat na nižších postech v různých evropských zemích. Za první světové války krátce sloužil v armádě a byl vážně zraněn na východní frontě. Po vzniku Československa žil v soukromí, byl majitelem velkostatku Chlumec nad Cidlinou. 

## Životopis

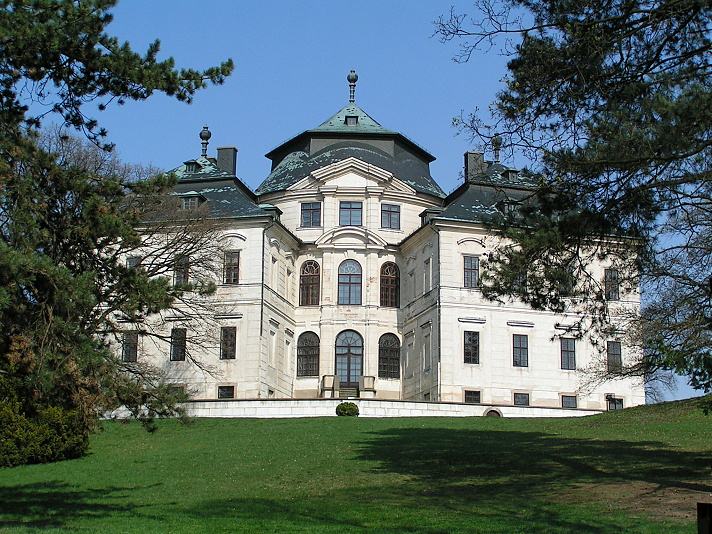
Zámek Karlova Koruna v Chlumci nad Cidlinou

Patřil k chlumecké hraběcí větvi starého českého rodu Kinských, byl nejstarším synem Zdenka Kinského (1844–1932) a jeho manželky Georginy, rozené hraběnky Feštetićové (1856–1934). Po matce byl vnukem uherského nejvyššího hofmistra Györgye Festeticse (1815–1883) a synovcem knížete Tassila Festeticse (1850–1933). František sloužil nejprve v armádě, nastoupil k 9. husarskému pluku a později byl v hodnosti poručíka převeden do stavu záloh. Absolvoval dva semestry na univerzitě v Cambridgi a v roce 1903 vstoupil do služeb ministerstva zahraničí, začínal jako provizorní atašé v Bruselu. Teprve o rok později složil předepsané diplomatické zkoušky a následně působil v Mnichově a Berlíně, mezitím byl v roce 1905 jmenován c. k. komořím. Před první světovou válkou byl několik let dvorním sekretářem na ministerstvu zahraničí.
Na začátku první světové války vstoupil jako dobrovolník do armády a narukoval na východní frontu. V bojích v Haliči byl vážně zraněn, kdy mu ruská střela roztříštila pravou paži, načež byl jako invalida v armádě penzionován v hodnosti nadporučíka. Vrátil se do diplomatických služeb a v letech 1914–1915 byl zástupcem ministerstva zahraničí u vrchního velení armády. Do konce války byl pak v letech 1915–1918 velvyslaneckým radou (legační rada I. kategorie) v Berlíně.
Po zániku monarchie se usadil v Chlumci nad Cidlinou a v roce 1922 převzal od otce správu velkostatku. Chlumecký velkostatek patřil k velkým pozemkovým celkům a zahrnoval 14 637 hektarů půdy. Do jeho rozlohy zasáhla pozemková reforma, která zmenšila rozsah o 4 800 hektarů. V letech 1927–1928 proběhly stavební úpravy na zámku Karlova Koruna. Ještě koncem dvacátých let chod velkostatku vykazoval zisky v řádech miliónů korun. Teprve po úmrtí Františkova otce a zaplacení dědické daně (1932) došlo k úpadku a hospodaření se dostalo do záporné bilance.
Od svého válečného zranění byl často nemocen a trpěl na těžké chřipky. Zemřel 10. prosince 1935 na zámku v Chlumci nad Cidlinou a byl pohřben v rodové hrobce v Mlékosrbech. Velkostatek Chlumec zdědil nejmladší bratr Zdenko Radslav Kinský (1896–1975).
V Boru u Tachova se 19. listopadu 1927 oženil s hraběnkou Marií Benediktou Schönbornovou (1896–1957), dcerou vlivného představitele české politické scény Vojtěcha Schönborna (1854–1924) a jeho manželky Adelheidy z Löwenstein-Wertheim-Rosenbergu (1865–1941). Manželství zůstalo bezdětné. 

## Řády a vyznamenání
Během svého působení v diplomatických službách v době monarchie získal několik ocenění v Rakousku-Uhersku i v zahraničí.
- Řád železné koruny III. třídy (Rakousko-Uhersko)
- komandér Řádu italské koruny (Itálie)
- komandér Řádu belgické koruny (Belgie)
- Řád červené orlice IV. třídy (Německo)
- Železný kříž II. třídy (Německo)
- Řád sv. Michaela (Bavorsko)
- rytíř Řádu Spasitele (Řecko)